# Sjiveloetsj
De Sjiveloetsj (Russisch: Шивелуч), soms ook Sjeveloetsj (Шевелуч) of (volledig) Sopka Sjiveloetsj, is een stratovulkaan, die de noordelijkste en meest actieve vulkaan is op het Russische schiereiland Kamtsjatka. De vulkaan is solitair gelegen aan de rand van het Oostelijk Gebergte, op enkele kilometers ten noordoosten van de groep van vulkanen rond de Kljoetsjevskaja Sopka en vormt na de Kloetsjevskaja Sopka de hoogste vulkaan van Kamtsjatka, zij het dat dit alleen geldt voor de uitgedoofde top.

## Structuur
De vulkaan bestaat uit twee delen:
- de Stary (oude) Sjiveloetsj: een stratovulkaan, die werd gevormd uit de omzetting van dikke lagen afgekoelde lava (tot 100 meter dik) en pyroclastische overblijfselen. De vulkaan erodeerde en werd gedeeltelijk verwoest door een oude caldera, die tegen het einde van het Pleistoceen werd gevormd en een diameter heeft van 9 kilometer aan buitenzijde en 3 kilometer aan binnenzijde en een opening heeft aan de zuidzijde. Deze niet meer actieve vulkaan vormt met 3283 meter het hoogste punt van de Sjiveloetsj. Tijdens het Holoceen zijn verschillende kegels ontstaan aan de westzijde van de vulkaan.
- de Molodoj (jonge) Sjiveloetsj: een stratovulkaan die werd gevormd in de eerder genoemde caldera tijdens het Holoceen. De vulkaan heeft een hoogte van ongeveer 2800 meter[2] en is sterk actief.

De hellingen van de vulkaan zijn tot 750 meter hoog bedekt met bos (vooral Erman's berk) en Siberische dwergden met daarboven vooral grasland en nabij de top vulkanische as en lava.

## Vulkanische activiteit
De Sjiveloetsj is een subductievulkaan, is sterk explosief en produceert andesiete lava, die rijk is aan hoornblende. Het is een zeldzame lavasoort, die na afkoeling adakiet oplevert.
In tegenstelling tot de andesiet, die wordt geproduceerd tijdens de subductie na de dehydratie van de onderduikende oceanische plaat, ontstaat adakiet door een gedeeltelijke samensmelting van deze oceanische platen, hetgeen een zeldzaam verschijnsel is op aarde. Volgens Volynets en Yogodzinski (2001) kan de aanwezigheid van adakiet onder de Sjiveloetsj worden verklaard door de volgende theorie: de Pacifische Plaat glijdt door subductie naar het noorden onder het centrale deel van de Aleoeten en naar het westen onder Kamtsjatka. Tussen deze twee (op de kruising van de Aleoeten met Kamtsjatka) zou zich een 'venster' bevinden, een barst waar de Pacifische Plaat afwezig is. De opstijgende hetere aardmantel op de plaats van dit 'venster' zou de samensmelting van de Pacifische Plaat naast deze barst kunnen veroorzaken. Deze barst zou zich bevinden tussen de Sjiveloetsj en de Aleoeteneilanden Attu en Buldir, twee plaatsen waar ook adakiet is aangetroffen.
De rotsen die worden geproduceerd door de Sjiveloetsj tijdens het Holoceen behoren daarmee tot deze vorm van andesiet, die rijk aan magnesium is. Slechts twee basaltformaties (gedateerd met C14) doorbraken deze monotome samenstelling; een projectie van basaltische tefra met amfibool en flogopiet (rijk aan kalium en magnesium) rond 16oo v. Chr. en een andere minder kaliumachtige projectie tegen 5600 v. Chr.
De Sjiveloetsj is regelmatig actief geweest in de laatste 10.000 jaar, waarbij grote hoeveelheden lava vrijkwamen in de vorm van koepels en pyroclastische stromen. De vulkaan wordt als de meest actieve van Kamtsjatka beschouwd met een gemiddelde vulkanische productie van 36.000 ton per jaar.
De frequente activiteit zorgt voor een voortdurend gevaar voor de op 45 tot 85 kilometer afstand gelegen plaatsen Kljoetsji en Oest-Kamtsjatsk en omliggende dorpen, alsook voor het vliegverkeer tussen de Verenigde Staten en Azië. Met betrekking tot de plaatsen vormen met name de lahars een probleem (of er nu sprake is van een explosieve vulkanische situatie of niet), daar deze in het verleden afstanden van meer dan 30 kilometer hebben afgelegd. Aardverschuivingen zijn tot op heden beperkt gebleven tot op enkele kilometers van de vulkaan. Asregens hebben echter een veel groter bereik en resten hiervan zijn tot op bijna 400 kilometer van de krater aangetroffen. Kljoetsji wordt bij elke uitbarstig bedolven onder lagen van ten minste 9 centimeter as, soms meer.

## Uitbarstingsgeschiedenis
De formatie van de Sjiveloetsj begon tussen de 70.000 en 60.000 jaar geleden. Tijdens het Holoceen hebben ten minste 60 zware uitbarstingen plaatsgevonden, waarmee het de meest explosieve vulkaan van de hele vulkanenring van Kamtsjatka en de Koerilen is. Sinds de komst van de Russen zijn veel uitbarstingen vastgelegd. Uitbarstingen zijn geregistreerd in 1790, 1854, van 1879 tot 1883, van 1896 tot 1898, in 1905, van 1927 tot 1929, van 1944 tot 1950, in 1964, van 1980 tot 1981, van 1993 tot 1995, van 2001 tot 2003, van 2004 tot 2005 (waarbij de hoogte van de vulkaan daalde met 115 meter) en in 2007. Met name de uitbarstingen van 1854 en op 12 november 1964 (toen as 15 kilometer de lucht in werd geblazen en modderstromen en rotsfragmenten tot op 20 kilometer van de vulkaan voorkwamen) waren zeer krachtig (VEI 3 tot 4). Sinds 2001 heeft de vulkaan nauwelijks rust gekend, met zware uitbarstingen in mei 2001 (met modderstromen tot 30 kilometer lang), mei 2004, februari en september 2005 en maart en december 2007. Een uitbarsting op 27 februari 2015 zorgde voor een aspluim van ruim 9 kilometer hoog, die over de Beringstraat Alaska in dreef.

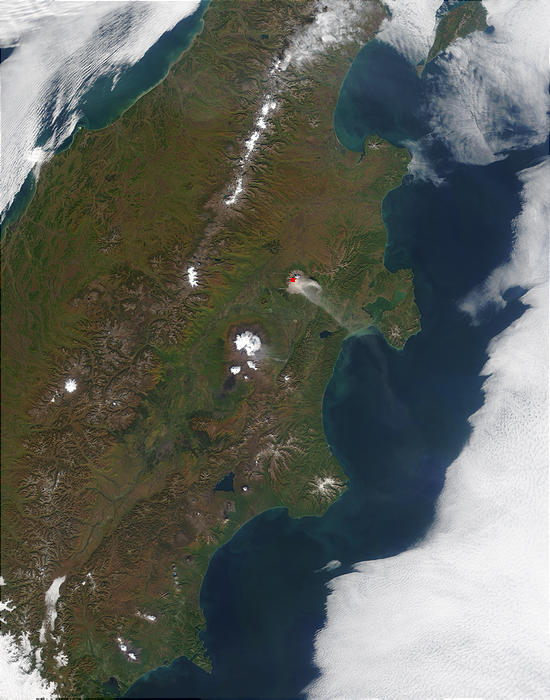
De Sjiveloetsj tijdens een onrustige periode in 2002
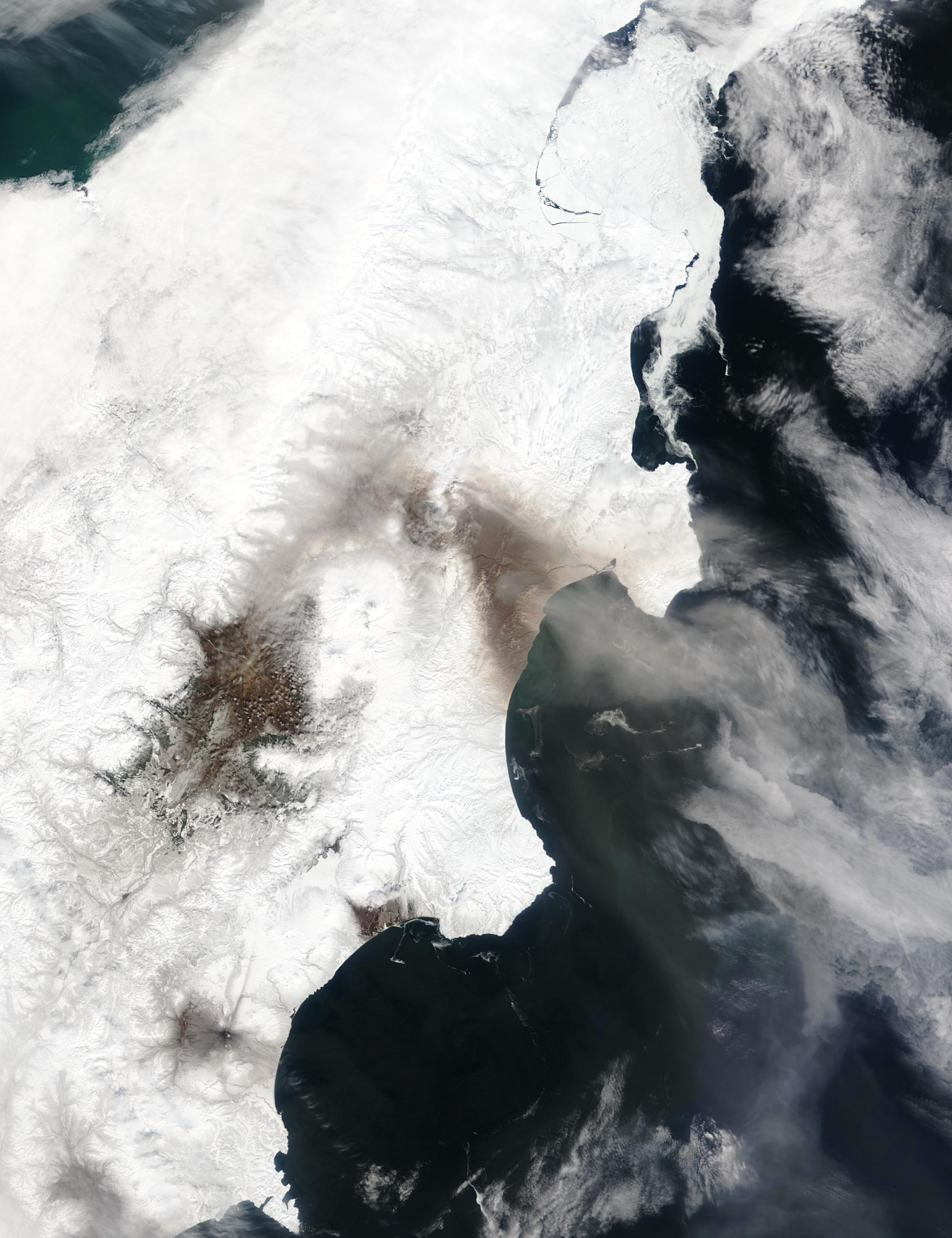
De Sjiveloetsj tijdens een uitbarsting in 2004
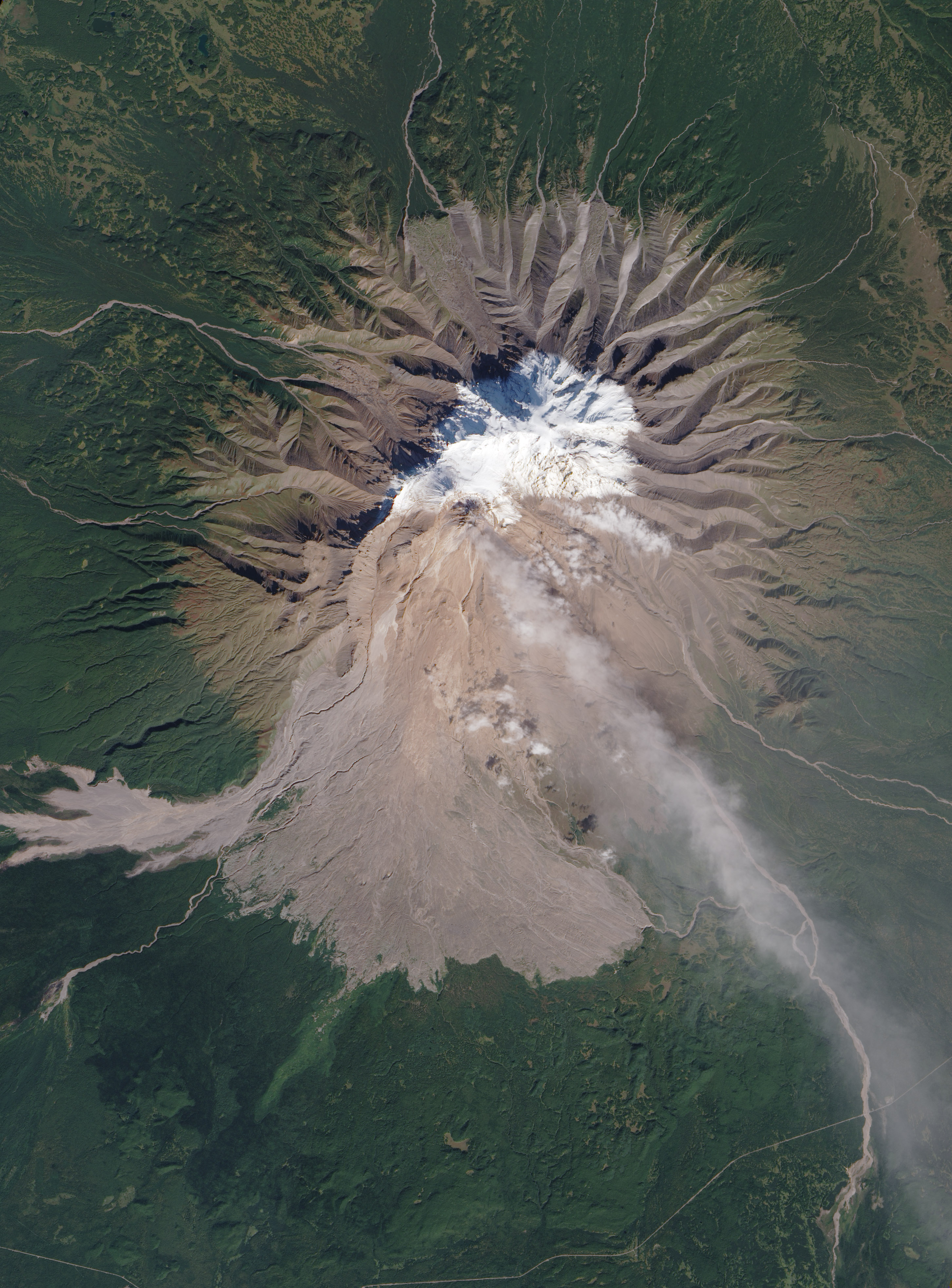
Vulkanische activiteit in 2010